# Bohušovice nad Ohří
Bohušovice nad Ohří − miasto w Czechach, w kraju ujskim nad rzeką Ohrzą. Według danych z 31 grudnia 2003 powierzchnia miasta wynosiła 862 ha, a liczba jego mieszkańców 2 544 osób.

## Demografia
| Rok             | 1970  | 1980  | 1991  | 2001  | 2003  |
| --------------- | ----- | ----- | ----- | ----- | ----- |
| Liczba ludności | 1 651 | 2 149 | 2 468 | 2 535 | 2 544 |

Źródło: Czeski Urząd Statystyczny